# Arthur Rinderknech
Arthur Rinderknech (* 23. Juli 1995 in Gassin) ist ein französischer Tennisspieler.

## Karriere
Rinderknech spielte kaum auf der Tour der Junioren. Er entschied sich 2014 für ein Studium an der Texas A&M University im Bereich Business, das er 2018 abschloss. In dieser Zeit spielte er auch College Tennis.
Bereits vor seinem Studium spielte er einige Turniere auf der dritthöchsten Turnierkategorie der Profis, der ITF Future Tour – allerdings zunächst ohne Erfolg. Während seines Studiums spielte er gelegentlich und erfolgreicher. 2016 in Belgien erreichte er sein erstes Future-Finale, im Doppel gewann er 2017 seinen ersten Titel. Im März 2018 qualifizierte Rinderknech sich für das Challenger-Turnier in Irving, nahe seiner Universität, für das Hauptfeld. Dort gewann er sein erstes Match auf diesem Niveau, verlor jedoch anschließend gegen Petros Chrysochos. Im Juni bekam er von den Turnierverantwortlichen der French Open eine Wildcard für die Doppelkonkurrenz und kam so zu seiner Grand-Slam-Premiere. An der Seite von Florian Lakat verlor er hier zum Auftakt gegen Nikolos Bassilaschwili und John Millman in drei Sätzen. Seit Abschluss seines Studiums konzentrierte sich Rinderknech ab Juli 2018 auf die Verbesserung seiner Weltranglistenposition. Dies gelang ihm bei zwei Halbfinals und seinen ersten zwei Future-Titeln, er kletterte im August 2018 erstmals in die Top 500. Am 1. Juli 2025 besiegte er in der 1. Runde in Wimbledon den Weltranglistendritten Alexander Zverev.
Rinderknech spielte 2017 und 2018 für den Suchsdorfer SV in der 2. Tennis-Bundesliga.

## Erfolge
| Legende (Anzahl der Siege) |
| Grand Slam                 |
| ATP Finals                 |
| ATP Tour Masters 1000      |
| ATP Tour 500               |
| ATP Tour 250               |
| ATP Challenger Tour (9)    |

### Einzel

#### Turniersiege
| Nr. | Datum           | Turnier  | Belag         | Finalgegner        | Ergebnis        |
| --- | --------------- | -------- | ------------- | ------------------ | --------------- |
| 1.  | 26. Januar 2020 | Rennes   | Hartplatz (i) | James Ward         | 7:5, 6:4        |
| 2.  | 1. März 2020    | Calgary  | Hartplatz (i) | Maxime Cressy      | 3:6, 7:65, 6:4  |
| 3.  | 24. Januar 2021 | Istanbul | Hartplatz (i) | Benjamin Bonzi     | 4:6, 7:61, 7:63 |
| 4.  | 5. Juni 2022    | Posen    | Sand          | Tomás Barrios Vera | 6:3, 7:62       |
| 5.  | 30. Juli 2023   | Zug      | Sand          | Joris De Loore     | 3:6, 6:3, 6:4   |
| 6.  | 3. März 2024    | Lille    | Hartplatz (i) | Joris De Loore     | 6:4, 3:6, 7:68  |

#### Finalteilnahmen
| Nr. | Datum           | Turnier  | Belag     | Finalgegner        | Ergebnis        |
| --- | --------------- | -------- | --------- | ------------------ | --------------- |
| 1.  | 15. Januar 2022 | Adelaide | Hartplatz | Thanasi Kokkinakis | 7:66, 6:75, 3:6 |

### Doppel

#### Turniersiege
| Nr. | Datum            | Turnier       | Belag         | Partner               | Finalgegner                                    | Ergebnis   |
| --- | ---------------- | ------------- | ------------- | --------------------- | ---------------------------------------------- | ---------- |
| 1.  | 22. Februar 2020 | Drummondville | Hartplatz (i) | Manuel Guinard        | Roberto Cid Subervi Gonçalo Oliveira           | 7:64, 7:63 |
| 2.  | 22. August 2020  | Prag          | Sand          | Pierre-Hugues Herbert | Zdeněk Kolář Lukáš Rosol                       | 6:3, 6:4   |
| 3.  | 28. Januar 2024  | Quimper       | Hartplatz (i) | Manuel Guinard        | Anirudh Chandrasekar N. Vijay Sundar Prashanth | 7:64, 6:3  |

#### Finalteilnahmen
| Nr. | Datum              | Turnier | Belag         | Partner  | Finalgegner                  | Ergebnis |
| --- | ------------------ | ------- | ------------- | -------- | ---------------------------- | -------- |
| 1.  | 26. September 2021 | Metz    | Hartplatz (i) | Hugo Nys | Hubert Hurkacz Jan Zieliński | 5:7, 3:6 |

## Abschneiden bei Grand-Slam-Turnieren

### Einzel
| Turnier         | 2020 | 2021 | 2022 | 2023 | 2024 | 2025 | Karriere |
| --------------- | ---- | ---- | ---- | ---- | ---- | ---- | -------- |
| Australian Open | —    | Q3   | 2    | 1    | 1    | 1    | 2        |
| French Open     | 1    | 1    | 1    | 2    | 2    | 1    | 2        |
| Wimbledon       |      | 1    | 1    | 1    | 2    | 3    | 3        |
| US Open         | —    | 2    | 2    | 3    | 2    |      | 3        |

### Doppel
| Turnier         | 2018 | 2019 | 2020 | 2021 | 2022 | 2023 | 2024 | 2025 | Karriere |
| --------------- | ---- | ---- | ---- | ---- | ---- | ---- | ---- | ---- | -------- |
| Australian Open | —    | —    | —    | —    | —    | VF   | —    | 1    | VF       |
| French Open     | 1    | 1    | 2    | —    | 2    | 1    | —    | AF   | AF       |
| Wimbledon       | —    | —    |      | —    | 1    | 1    | 1    | —    | 1        |
| US Open         | —    | —    | —    | 2    | 1    | 2    | 1    |      | 2        |

Zeichenerklärung: S = Turniersieg; F, HF, VF, AF = Einzug ins Finale / Halbfinale / Viertelfinale / Achtelfinale; 1, 2, 3 = Ausscheiden in der 1. / 2. / 3. Hauptrunde; Q1, Q2, Q3 = Ausscheiden in der 1. / 2. / 3. Qualifikationsrunde; nicht ausgetragen